# Кишенькова акула
Кишенькова акула (Mollisquama) — рід акул з родини змієподібних (Dalatiidae). Рід відомий лише з двох екземплярів: одну акулу спіймали у 1979 році на південному сході Тихого океану біля узбережжя Чилі, іншу у 2010 році на півночі Мексиканської затоки. Кожен зразок описано як окремий вид.

## Опис
Тіло завдовжки до 40 см. Голова коротка, схожа на голову кита. Морда довга з товстими губами. Очі помірного розміру, горизонтальні. Є 5 пар зябрових щілин. П'ята щілина майже у 2 рази більша першої. Тулуб видовжений, сірого кольору. Під грудними плавцями є шкіряні отвори із залозами, що виробляють люмінесцентну рідину. Має 2 майже однакових спинних плавця. Перший спинний плавець розташовано далеко за грудними плавцями. Анальний плавець відсутній. Хвостовий плавець має розвинену верхню лопать. По тілі розкидані фотофори, завдяки яким акула світиться в темряві.

## Види
Рід включає два види:
- Mollisquama mississippiensis  Grace, Doosey, Denton, Naylor, Bart & Maisey, 2019
- Mollisquama parini  Dolganov, 1984